# Risto Kurkinen
Risto Kurkinen (* 21. Januar 1963 in Jyväskylä) ist ein ehemaliger finnischer Eishockeyspieler, der in seiner aktiven Zeit von 1981 bis 1997 unter anderem für JYP Jyväskylä und TuTo Hockey in der SM-liiga sowie HV71 in der Elitserien gespielt hat.  

## Karriere
Risto Kurkinen begann seine Karriere als Eishockeyspieler in seiner Heimatstadt in der Nachwuchsabteilung von JYP Jyväskylä, für dessen Profimannschaft er zunächst von 1981 bis 1985 in der I divisioona, der zweiten finnischen Spielklasse, und anschließend nach dem Aufstieg seiner Mannschaft zwei Jahre lang in der SM-liiga aktiv war. In seinen beiden ersten Spielzeiten in der SM-liiga wurde er jeweils in deren All-Star Team gewählt. In der Saison 1985/86 erhielt er zudem die Trophäe Jarmo Wasaman muistopalkinto als Rookie des Jahres der SM-liiga und in der Saison 1986/87 die Aarne-Honkavaara-Trophäe als deren bester Torschütze. Im NHL Entry Draft 1987 wurde der Flügelspieler in der vierten Runde als insgesamt 68. Spieler von den Pittsburgh Penguins ausgewählt. Anschließend verbrachte er die Saison 1987/88 bei Pittsburghs Farmteam Muskegon Lumberjacks in der International Hockey League. Für diese erzielte er in 40 Spielen 39 Scorerpunkte, davon 17 Tore. 
Zur Saison 1988/89 kehrte Kurkinen in seine Heimatstadt zu JYP Jyväskylä zurück. Im ersten Jahr nach seiner Rückkehr zu JYP, wurde er mit seinem Team auf Anhieb Vizemeister. In der folgenden Spielzeit wurde er zum insgesamt dritten Mal in seiner Laufbahn in das All-Star Team der SM-liiga gewählt. Von 1990 bis 1992 stand der finnische Nationalspieler erstmals im europäischen Ausland unter Vertrag und spielte in diesem Zeitraum für den HV71 in der schwedischen Elitserien. In 83 Spielen erzielte er insgesamt 77 Scorerpunkte, davon 33 Tore, für die Mannschaft aus Jönköping. Anschließend lief er in weiteren zwei Spielzeiten für JYP Jyväskylä in der SM-liiga sowie in der Saison 1994/95 für dessen Ligarivalen TuTo Hockey auf. Zur Saison 1995/96 wechselte der Linksschütze zum EHC Lustenau aus der Österreichischen Bundesliga. Dort konnte er mit 51 Scorerpunkten in 32 Spielen überzeugen. Zuletzt spielte er in der Saison 1996/97 für den EC in Hannover in der 1. Liga Nord, der zweiten deutschen Spielklasse. Anschließend beendete er im Alter von 34 Jahren seine Karriere. 
Seit dem Karriereende von Risto Kurkinen vergibt sein Heimatverein JYP Jyväskylä ihm zu Ehren seine Trikotnummer 30 an keinen anderen Spieler mehr.  

### International
Für Finnland nahm Kurkinen im Juniorenbereich an der Junioren-Weltmeisterschaft 1983 teil. Im Seniorenbereich stand er im Aufgebot seines Landes bei den Weltmeisterschaften 1987 und 1991.

## Erfolge und Auszeichnungen
| - 1985 Aufstieg in die SM-liiga mit JYP Jyväskylä - 1986 SM-liiga All-Star Team - 1986 Jarmo Wasaman muistopalkinto - 1987 SM-liiga All-Star Team | - 1987 Aarne-Honkavaara-Trophäe - 1989 Finnischer Vizemeister mit JYP Jyväskylä - 1990 SM-liiga All-Star Team |